# Tir historique de Morat
Le tir historique de Morat est une tradition vivante de la ville fribourgeoise de Morat (Murten en allemand), en Suisse.
Elle se déroule chaque année depuis 1930, sous la forme d'une journée de tir organisée le dimanche 22 juin ou le dimanche qui suit cette date, en souvenir de la Bataille de Morat de 1476, au lieu-dit Bois-Domingue, une éminence près de Morat, là où s’était installé le camp de Charles le Téméraire, au centre de son dispositif militaire.

## Déroulement
Les participants appartiennent à des sociétés de tir. Celles-ci se réunissent le matin près de l’école devant la Porte de Berne et traversent en cortège la ville pavoisée et fleurie à l’occasion de la Solennité, au son de la fanfare, pour monter vers le Bois-Domingue à une distance d’un kilomètre et demi de la ville. La ligne de tir est établie de ce point en direction du Sud sur la commune de Villars-les-Moines/Münchenwiler.
Après le culte un discours est prononcé par un invité : depuis les années 2000, plusieurs éditions ont vu la participation du Chef du département fédéral de la défense, de la protection de la population et des sports. Puis, pendant deux heures se déroulent les tirs, après instruction et contrôle des armes par un responsable. Seules les armes d’ordonnance sont admises et la distance est de 180 à 200 mètres.
La ligne de tir comporte une quinzaine de groupes de 10, dont chacun tire 12 fois durant le temps imparti ; deux tireurs se partagent la même cible. Seuls les résultats du groupe entier sont comptabilisés, il n’y a pas de décompte individuel. Les formes des cibles ne sont dévoilées que sur place de sorte que les participants ne peuvent pas s’y préparer. Après chaque série, les cartons sont rassemblés et apportés au bureau pour le décompte.
Le classement établi est proclamé dès 16h sur la place de l’école et à ce moment chaque société peut récupérer ses cibles. Le meilleur groupe se voit confier le « fanion de Morat ». Les premiers du classement, soit environ 10 % des équipes, reçoivent des couronnes pour chacun de leurs participants. Sur un total théorique de 360 points, le résultat de 300 points, considéré comme excellent, n’est pas atteint chaque année.
Selon les règles du tir historique, il n’est pas permis d’utiliser des appareils optiques et le tir ne peut être dirigé par des tiers. Il est interdit d’apporter soi-même de la munition. Il est aussi utilisé chaque fois des cartouches qui ne sont pas disponibles sur le marché, afin d’en assurer le contrôle.
L’Association du tir historique décide de l’organisation et tient son assemblée le jour même avant la proclamation des résultats. Elle met en place une commission qui est chargée de la direction opérationnelle.
En 2007, une publication a souligné la 75e édition du tir historique. Durant son histoire, le tir n’a été annulé que trois fois, en 1939, 1940 et 1943. Alors que la participation tourne en 2012 autour de 155 groupes de dix, en 1976 – l’année des festivités du 500e –, la manifestation avait enregistré 2250 participants[réf. nécessaire].

## Sources et références
- « Le tir historique de Morat », Feuille d'Avis de Lausanne,‎ 30 juin 1964 (longue brève [sic.])
- « Le tir historique de Morat : une belle leçon de civisme », Nouvelle Revue de Lausanne,‎ 27 juin 1968 (article)
- « Tradition respectée à Morat : une vieille victoire célébrée », Le Matin,‎ 23 juin 1970 (article)
- « 2500 fusils », Le Matin Dimanche,‎ 23 juin 1996 (article)
- « Le tir historique de Morat », Journal de Genève,‎ 29 juin 1953 (lire en ligne) (brève)
- « Deux mille tireurs à Morat », Journal de Genève,‎ 29 juin 1964 (lire en ligne) (brève)
- « Feuer frei in Murten », Berner Zeitung,‎ 28 juin 2010 (lire en ligne) (article)